# 삼막로
삼막로(三幕路)는 경기도 안양시 만안구 삼막로부터 경기도 안양시 만안구 석수동까지 연결되는 도로이다.

## 경유지
- 삼막 나들목 (110호선 제2경인고속도로)
- 호암로

## 노선
삼막사거리(관악역) - 석수2동 마을회관 - 삼막 나들목 (110호선 제2경인고속도로, 호암로) - 경인교육대학교 - 삼막사